# Ringer-Europameisterschaften 1972
Die Ringer-Europameisterschaften 1972 fanden Ende April in beiden Stilarten im polnischen Kattowitz statt.

## Griechisch-römisch

### Ergebnisse
| Klasse  | Gold                 | Silber               | Bronze             |
| ------- | -------------------- | -------------------- | ------------------ |
| -48 kg  | Gheorghe Berceanu    | Stefan Angelow       | Wladimir Subkow    |
| -52 kg  | Jan Michalik         | Witali Konstantinow  | Petar Kirow        |
| -57 kg  | Christo Traikow      | Juri Sokolow         | Ion Baciu          |
| -62 kg  | Georgi Markow        | Martti Laakso        | Kazimierz Lipień   |
| -68 kg  | Jürgen Hähnel        | Antal Steer          | Andrzej Supron     |
| -74 kg  | Petros Galaktopoulos | Kasim Tschalilow     | Witeslaw Macha     |
| -82 kg  | Anatoli Nasarenko    | Ion Gabor            | Miroslav Janota    |
| -90 kg  | Stojan Nikolow       | Omar Bliadse         | Darko Nišavić      |
| -100 kg | Nikolai Jakowenko    | Andrzej Skrzydlewski | Nicolae Martinescu |
| +100 kg | Alexandar Tomow      | Anatoli Kochnew      | Victor Dolipschi   |

### Medaillenspiegel (griechisch-römisch)
| Rang | Land                            | Gold | Silber | Bronze |
| ---- | ------------------------------- | ---- | ------ | ------ |
| 1    | Bulgarien                       | 4    | 1      | 1      |
| 2    | Sowjetunion                     | 2    | 5      | 1      |
| 3    | Rumänien                        | 1    | 1      | 3      |
| 4    | Polen                           | 1    | 1      | 2      |
| 5    | Deutsche Demokratische Republik | 1    | 0      | 0      |
|      | Griechenland                    | 1    | 0      | 0      |

## Freistil

### Ergebnisse
| Klasse  | Gold                | Silber               | Bronze            |
| ------- | ------------------- | -------------------- | ----------------- |
| -48 kg  | Sefer Baygin        | Jürgen Möbius        | Ognjan Nikolow    |
| -52 kg  | Arsen Allachwerdiew | Baju Baew            | Emil Butu         |
| -57 kg  | Iwan Kuleschow      | Iwan Schawow         | Zbigniew Żedzicki |
| -62 kg  | Ruslan Plijew       | Mehmet Sarı          | Petre Coman       |
| -68 kg  | Ismail Juseinow     | Petre Poalelungi     | Sefer Saliovski   |
| -74 kg  | Adolf Seger         | Roman Marsageschwili | Jantscho Pawlow   |
| -82 kg  | Wassil Sjulschyn    | Iwan Iliew           | Wolfgang Nitschke |
| -90 kg  | Gennadi Strachow    | Russi Petrow         | Pawel Kurczewski  |
| -100 kg | Iwan Jarygin        | Wassil Todorow       | Gerd Bachmann     |
| +100 kg | Alexander Medwed    | Osman Duraliew       | Ștefan Stîngu     |

### Medaillenspiegel (Freistil)
| Rang | Land                            | Gold | Silber | Bronze |
| ---- | ------------------------------- | ---- | ------ | ------ |
| 1    | Sowjetunion                     | 7    | 1      | 0      |
| 2    | Bulgarien                       | 1    | 6      | 2      |
| 3    | Türkei                          | 1    | 1      | 0      |
| 4    | BR Deutschland                  | 1    | 0      | 0      |
| 5    | Rumänien                        | 0    | 1      | 3      |
| 6    | Deutsche Demokratische Republik | 0    | 1      | 2      |